# Omul de zăpadă (film)
Omul de zăpadă (titlu original: The Snowman) este un film polițist britanic din 2017 regizat de Tomas Alfredson. Este scris de Hossein Amini și Peter Straughan după un roman omonim de Jo Nesbø. Rolurile principale au fost interpretate de actorii Michael Fassbender, Rebecca Ferguson, Charlotte Gainsbourg, Val Kilmer și J. K. Simmons. Premiera este lansat de Universal Pictures la 13 octombrie 2017 și în Statele Unite la 20 octombrie 2017.

## Distribuție
- Michael Fassbender - Detectiv Harry Hole
- Rebecca Ferguson - Katrine Bratt
- Charlotte Gainsbourg - Rakel Fauke
- Val Kilmer - Gert Rafto
- J. K. Simmons - Arve Støp
- Toby Jones - Investigator Svenson
- David Dencik - Idar Vetlesen
- Ronan Vibert - DCI Gunnar Hagen
- Chloë Sevigny - Sylvia Ottersen/Ane Pedersen
- James D'Arcy - Filip Becker
- Genevieve O'Reilly - Birte Becker
- Jamie Clayton - Edda
- Silvia Busuioc - Mysterious Girl
- Jakob Oftebro - Magnus Skarre
- Jonas Karlsson - Mathias Lund-Helgesen
- Michael Yates - Oleg Fauke-Gosev
- Alec Newman - Mould Man

## Producție
Filmările principale au început la 18 ianuarie 2016 în Oslo, Norvegia..  